# Falko Maiwald
Falko Maiwald (* 13. Juli 1976 in Dresden) ist deutscher Jurist und Hörfunkjournalist.

## Leben
Falko Maiwald studierte an der Dresdner Musikhochschule „Carl Maria von Weber“ Musik und im Anschluss daran Rechtswissenschaften an der TU Dresden. Bereits als Jugendlicher hatte erste Auftritte als Sprecher für Hörfunk und TV. Seit 1994 ist er Mitarbeiter bei Radio Dresden. Von 1995 bis 1999 arbeitete Maiwald für die MDR-Hörfunkwelle MDR Life. 1999 kehrte er als Moderator zum Sachsen Funkpaket, das unter anderem Radio Dresden, Radio Leipzig und Radio Chemnitz umfasst, zurück. Bekannt wurde Maiwald durch seine Morgensendung Falko und die Morgenmädels (01/2000 – 05/2002). Seither moderierte er die Mittagssendung Falko bei der Arbeit im Sachsen Funkpaket. Zwischenzeitlich war er in Falko & Co. - Sachsens neue Morningshow (08/2014 – 05/2015) bei Hitradio RTL zu hören.
Maiwald wurde für seine Hörfunkarbeit von der Sächsischen Landesanstalt für privaten Rundfunk und neue Medien ausgezeichnet.
Maiwald trat nach seinem Musikstudium auch als Sänger in Erscheinung. Seine ersten musikalischen Schritte unternahm er bereits im frühen Kindesalter als Sänger im Knabenchor Dresden. Dort sang er unter anderem auch als Knaben-Solist und erhielt erste Auszeichnungen, unter anderem bei einem internationalen Gesangs-Wettbewerb. Noch während seines Musikstudium gab Falko Maiwald sein Debüt 1998 im Rahmen der Dresdner Musikfestspiele an der Dresdner Semperoper. Es folgten verschiedenste Verpflichtungen als Solist in Dresden, Hamburg, Barcelona und Wien. Er war darüber hinaus Mitglied der Meisterklasse von Kammersänger Dietrich Fischer-Dieskau. Zwischen 2005 und 2007 gastierte Maiwald an der Komödie Dresden im Stück Die Hexe Baba Jaga. Neben seiner journalistischen Tätigkeit engagiert er sich nach Abschluss seines Studiums der Rechtswissenschaften in seiner anwaltlichen Tätigkeit vor allem in den Bereichen Medien und Künstlerrecht.
Falko Maiwald war ab 2006 mit der Schauspielerin Mirjam Köfer liiert, mit der er eine Tochter hat. 2013 erfolgte die Trennung.